# Якуббоев, Нодирбек
Нодирбек Якуббоев (узб. Кириллица: Нодирбек Ёқуббоев, Латиница: Nodirbek Yoqubboyev; род. 23 января 2002 года, Хорезм) — узбекистанский шахматист, гроссмейстер (2019). Победитель чемпионатов Узбекистана по шахматам (2016, 2018, 2020).

## Биография
В 2016 году Нодирбек Якуббоев завоевал бронзовую медаль на чемпионате мира по шахматам среди юношей в возрастной группе до 14 лет и впервые выиграл чемпионат Узбекистана по шахматам. В 2017 году он выиграл чемпионат Азии по шахматам среди юношей в возрастной группе до 16 лет. В 2018 году Нодирбек Якуббоев во второй раз победил в чемпионате Узбекистана по шахматам, а в 2020 году повторил этот успех в третий раз. В 2021 году Нодирбек Якуббоев занял второе место в зональном турнире ФИДЕ для стран Центральной Азии и завоевал право на участие в Кубке мира ФИДЕ по шахматам. В 2021 году в Сочи на Кубке мира дошел до второго тура, в котором уступил чешскому гроссмейстеру Давиду Наваре со счетом 0,5:1,5.
В 2018 году представлял сборную Узбекистана на шахматной олимпиаде.
В ноябре 2021 года в Риге Нодирбек Якуббоев занял 54-е место на турнире «Большая швейцарка ФИДЕ».
За успехи в турнирах ФИДЕ присвоила Нодирбеку Якуббоеву звание международного мастера (IM) в 2017 году и международного гроссмейстера (GM) в 2019 году.
В 2025 году на турнире в Нидерландах Якуббоев отказался пожать руку нескольким соперницам, мотивируя это религиозным запретом. Ранее он пожимал руки соперниц.

## Семья
У Нодирбека Якуббоева есть старшая сестра Нилуфар Якуббоева, которая побеждала на чемпионатах Узбекистана по шахматам среди женщин.

## Изменения рейтинга
| Графики недоступны из-за технических проблем. См. информацию на Фабрикаторе и на mediawiki.org. |